# Патрик „f0rest” Линдберг
Патрик „f0rest” Линдберг (швед. Patrik Lindberg; Упландс Весби, 10. јун 1988) је професионални играч игре Counter-Strike: Global Offensive и наступа за организацију Dignitas.
Професионално се бави играњем Counter-Strike игара од 2005. године и сматра се једним од највећих играча икада. Био је члан Fnatic тима који је 2009. године поставио рекорд као тим који је највише зарадио у историји Counter-Strike франшизе.
Крајем 2010. године, прелази у SK Gaming, где је остао до јула 2012. године. По изласку Counter-Strike: Global Offensive игре, f0rest прелази у тим  Ninjas in Pyjamas.
Након 8 година, f0rest напушта NiP и прелази у организацију Dignitas.

## Каријера
Своју професионалну каријеру је почео давне 2005. године када је потписао за тим Begrip Gaming. Исте године је путовао у Јужну Кореју где осваја турнир и прву награду од 50 хиљада долара.
Након ове титуле, он одлучује да напусти средњу школу да би се фокусирао на професионалну каријеру. На крају 2005. године, био је номинован за 2 награде, за новајлију године и најбољег Counter-Strike играча.
Почетком 2006. године прелази у организацију Fnatic. Прва година у тиму је била веома успешна. Зарадили су 100 хиљада долара. Крајем године, он поново бива номиновам, али овај пут и осваја награду за Counter-Strike играча године. Током 2008. године, тим пролази кроз тежак период где нису освојили ни један велики турнир. Почетком 2009. године у тим долази „GeT RiGhT” и тим постаје доминантан. Освојили су Intel Extreme Masters Global Challenge, European Finals и World Championship, ESWC 2009, e-Stars Seoul, KODE5 и World eSports Masters. 
f0rest је поново био номинован за еспорт играча године, али је GeT RiGhT освојио.
Након неуспешне 2010. године, f0rest i GeT RiGhT прелазе у организацију SK Gaming. Нису успели да одиграју добро на свом првом турниру као тим, где је њихов бивши тим fnatic освојио злато.
По изласку игре Counter-Strike: Global Offensive, f0rest и GeT RiGhT прелазе у организацију  Ninjas in Pyjamas. Од самог почетка игре, NiP постаје доминантан тим. Поставили су рекорд од 87 мечева освојених заредом. Доспели су у финале сваког мејџора до ESL One Cologne 2015. У августу 2014. године су освојили ESL One Cologne.
После 8 година проведених у организацији, f0rest прелази у Dignitas.

## Трофеји и достигнућа

### Трофеји
- на DreamHack Valencia 2012[17]
- на ESWC 2012[18]
- на DreamHack Winter 2012[19]
- на AMD Sapphire CS:GO Invitational[20]
- на THOR Open 2012[21]
- на NorthCon 2012[22]
- на Mad Catz Vienna[23]
- на TECHLABS Cup 2013[24]
- на Copenhagen Games 2013[25]
- на SLTV StarSeries V Finals[26]
- на RaidCall EMS One Spring 2013 Finals[27]
- на ESEA Invite Season 13 Global Finals[28]
- на DreamHack Summer 2013[29]
- на SLTV StarSeries VI Finals[30]
- на ESEA Invite Season 14 Global Finals[31]
- на DreamHack Bucharest 2013[32]
- на SLTV StarSeries VII Finals[33]
- на RaidCall EMS One Fall 2013 Finals[34]
- на DreamHack Winter 2013[35]
- на  DreamHack Stockholm SteelSeries CS:GO Invitational 2014[36]
- на EMS One Katowice 2014[37]
- на Copenhagen Games 2014[38]
- на DreamHack Summer 2014[39]
- на ESL One Cologne 2014[15]
- на ASUS ROG Winter 2015[40]
- на ESL One Katowice 2015[41]
- на SLTV StarSeries XII Finals[42]
- на Gfinity 2015 Summer Masters 1[43]
- на ESL ESEA Dubai Invitational 2015[44]
- на DreamHack Open Cluj-Napoca 2015[45]
- на Fragbite Masters Season 5 Finals[46]
- на  DreamHack Masters Malmö 2016[47]
- на ESL Pro League Season 3 Finals[48]
- на SL i-League StarSeries Season 2 Finals[49]
- на ESL Pro League Season 4 Finals[50]
- на IEM Oakland 2016[51]
- на DreamHack Masters Malmö 2017[52]
- на IEM Oakland 2017[53]
- на DreamHack Masters Stockholm 2018[54]
- на BLAST Pro Series Istanbul 2018[55]
- на BLAST Pro Series Copenhagen 2018[56]
- на ECS Season 6 Finals[57]
- на BLAST Pro Series Madrid 2019[58]
- на BLAST Pro Series Moscow 2019[59]
- на BLAST Pro Series Copenhagen 2019[60]
- на BLAST Pro Series Global Final 2019[61]

### Рангирање
- други у свету 2013.[62]
- седми у свету 2014.[63]
- шеснаести у свету 2015.[64]
- седми у свету 2016.[65]

### MVP
- DreamHack Valencia 2012[66]
- NorthCon 2012[67]
- TECHLABS Cup 2013[68]
- Copenhagen Games 2013[69]
- DreamHack Summer 2013[70]
- DreamHack Summer 2014[71]
- SL i-League StarSeries Season 2 Finals[72]
- IEM Oakland 2016[73]

### Друге награде
„Counter-Strike играч године” 2006.